# ژان-ایو کولت
ژان-ایو کولت (به فرانسوی: Jean-Yves Collette) نویسنده قرن بیستم میلادی اهل فرانسه است.